# Ulhówek (przystanek kolejowy)
Ulhówek – dawny wąskotorowy przystanek osobowy we wsi Ulhówek, w województwie lubelskim, w Polsce.